# La nostalgia dell'infinito
La nostalgia dell'infinito ("Oändlighetens nostalgi") är en metafysisk målning av den italienske konstnären Giorgio de Chirico, troligen målad 1912–1913 och daterad 1911. Den är präglad av långa skuggor och pseudoklassiska arkitektoniska inslag, vilket är typiskt för Chiricos metafysiska måleri. I centrum är ett högt, vitt torn; framför det står två människor, och i förgrunden till höger syns en del av en arkad. Målningen tillhör Museum of Modern Art i New York.

## Proveniens
Chirico sålde målningen till konsthandlaren Paul Guillaume 1918. Denne sålde den vidare till den amerikanske samlaren Albert C. Barnes 1925. Genom Galerie Bonaparte i Paris köpte Museum of Modern Art målningen 1936. Den finns utställd på museets femte våningsplan.

## Eftermäle
Målningen gav inspiration till omslagsbilden till de japanska och europeiska utgåvorna av Fumito Uedas datorspel Ico, utgivet 2001 och 2002. Omslaget målades av Ueda själv, som angav Chiricos målningar som en viktig inspirationskälla till spelets utformning.